# Груффало
Гру́ффало (также Гра́ффало) — персонаж английской детской литературы, большой и страшный лесной зверь. Придуман писательницей Джулией Дональдсон, впервые появляется в книге «Груффало» 1999 года с иллюстрациями Акселя Шеффлера. Впоследствии по книге был снят одноимённый анимационный фильм, а в 2004 году вышло продолжение книги «Дочурка Груффало».

## Описание
В книге «Груффало» Мышонок, пытаясь спастись от Лисы, Совы и Змеи, выдумывает в разговорах с ними внешний вид страшного чудища по имени Груффало, с которым якобы дружит сам Мышонок. Когда затем он неожиданно встречает в лесу реального Груффало, тот полностью соответствует его описанию:
Как этот страшный зверь сумел сюда попасть?

 Какие острые клыки, чудовищная пасть!

 Ножищи, как столбы… на них когтищи в ряд…

 И бородавка на носу, а в бородавке — яд!

 Глаза горят огнём, язык черней черники,

 В шипах лиловых вся спина, и вид ужасно дикий.
В интервью Льву Данилкину Джулия Дональдсон призналась, что у нее нет никакой дополнительной информации о Груффало (сколько ему лет, кто его мама и т.п.), помимо описанной в книге. Она также рассказала, как возникло само имя персонажа:
— А откуда взялось само это слово — «груффало»? От «буффало»?

— Да. На самом деле мне нужна была рифма к «ноу» — «Silly old fox, doesn’t he know, there’s no such thing as a…» Три слога. Ну и я стала подбирать. «Гр-р-р-р» — чтоб звучало страшно. Думаю: Груффало — просто потому что «гр-р-р-р», ну и буффало. Слово получилось смешное — так ведь и он не просто ужасный, он смешной персонаж. Правда, теперь некоторые дети думают, что буйволов не существует. Я сама слышала: «Папочка, не глупи, нет никакого буффало!» Мне даже неловко теперь.

## Книги о Груффало
В качестве главного героя Груффало действует в одноимённой книге Дональдсон «Груффало» (1999). В продолжении этой книги «Дочурка Груффало» (2004) основным персонажем является его дочь, а папа-Груффало появляется лишь в начале и в конце.
Помимо этого, образ Груффало появляется в виде камео в других книгах Дональдсон. В книге «Улитка и кит» мальчик-школьник рисует Груффало на земле; в книге Tabby McTat мягкая игрушка-Груффало изображена в руках малыша, спящего в коляске; в книге Charlie Cook's Favourite Book детский карандашный рисунок Груффало виден на двери комнаты; в книге Tiddler на одной из иллюстраций изображена рыба с внешностью Груффало; в книге The Scarecrow's Wedding есть трактор марки Груффтор; в книге The smeds and the smoos есть планета, на которой живут существа, похожие на Груффало; в книге Человеткин на елке висит игрушка в виде головы груффало, а в книге Zog Груффало нарисован на гербе, видном на попоне лошади.

## Фильмы о Груффало
По обеим книгам про Груффало через несколько лет после их публикации были сняты анимационные фильмы. Получасовой фильм «Груффало» вышел на телеканале BBC на Рождество 2009 года и был озвучен известными актёрами. Фильм завоевал ряд наград и номинировался на кинопремию «Оскар».
Премьера фильма по второй книге, «Дочурка Груффало», состоялась также на Рождество в 2011 году. Фильм был снят другой парой режиссёров, но на той же студии и с теми же продюсерами, озвучен он также был актёрами, известными по первой части.
В обоих фильмах была бережно сохранена стилистика оригинальных рисунков Шеффлера, при этом была введена обрамляющая сюжет конструкция с Белкой, рассказывающей историю своим двум бельчатам.

## Груффало в культуре

### Достопримечательности
- По инициативе Центра наследия Дина, в Лесу Дина с разрешения правообладателей в 2012 году была создана Тропа Груффало, вдоль которой были установлены деревянные скульптуры, изображающие сцены из книг о персонаже[4].

### В политике
- В разное время «Груффало британской политики» (англ. the Gruffalo of British politics) называли премьер-министра Гордона Брауна[5], а также Британскую национальную партию, которая «необычайно толста, вызывает у многих испуг, редко показывается на глаза, хотя все о ней знают»[6].